# 因基西維縣

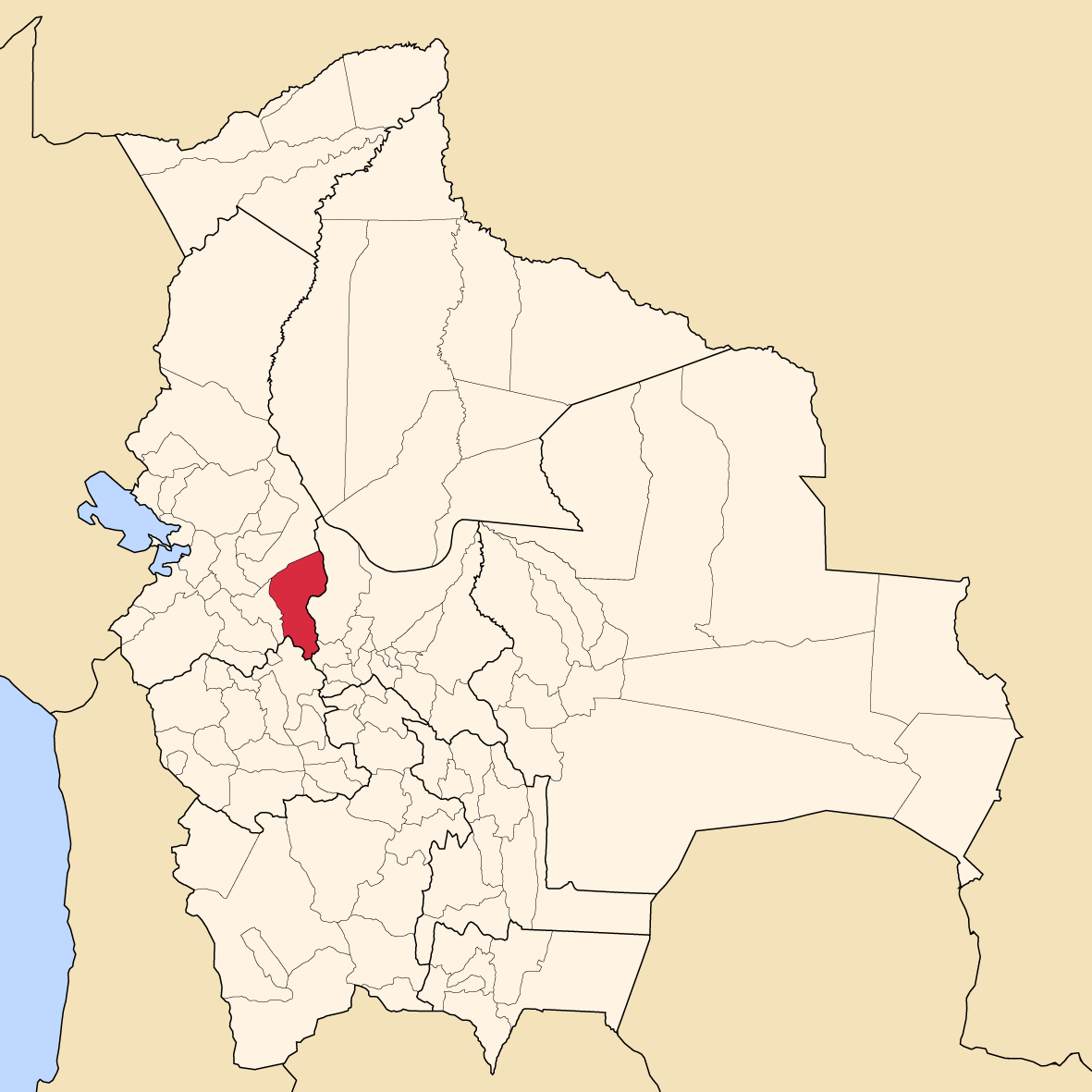

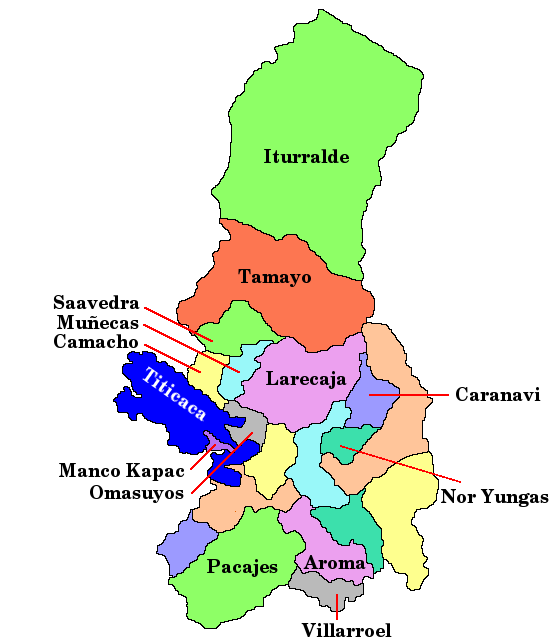

因基西維县（西班牙語：Provincia de Inquisivi），是玻利維亞的县份，位於該國西部，屬於拉巴斯省的一部分，县府設於因基西維，面積6,430平方公里，2012年人口66,346，人口密度每平方公里10人。